# Euclidieae
Euclidieae es una tribu de plantas pertenecientes a la familia Brassicaceae. El género tipo es Euclidium W. T. Aiton

## Géneros
- Atelanthera Hook. f.
- Braya Sternb. & Hoppe
- Catenularia Botsch. = Catenulina Soják
- Catenulina Soják
- Chodsha-Kasiana Rauschert = Catenulina Soják
- Chrysobraya H. Hara = Lepidostemon Hook. f. & Thomson
- Cryptospora Kar. & Kir.
- Cymatocarpus O. E. Schulz
- Desideria Pamp. = Solms-Laubachia Muschl.
- Dichasianthus Ovcz. & Yunusov ~ Neotorularia Hedge & J. Leonard
- Dilophia Thomson
- Ermaniopsis H. Hara =~ Desideria Pamp.
- Euclidium W. T. Aiton
- Fedtschenkoa Regel & Schmalh. = Strigosella Boiss.
- Koeiea Rech. f. = Rhammatophyllum O. E. Schulz
- Lachnoloma Bunge
- Leiospora (C. A. Mey.) A. N. Vassiljeva
- Lepidostemon Hook. f. & Thomson
- Leptaleum DC.
- Neotorularia Hedge & J. Léonard
- Octoceras Bunge
- Oreoblastus Suslova = Desideria Pamp.
- Phaeonychium O. E. Schulz
- Prionotrichon Botsch. & Vved. =~ Rhammatophyllum O. E. Schulz
- Pycnoplinthopsis Jafri
- Pycnoplinthus O. E. Schulz (
- Rhammatophyllum O. E. Schulz
- Shangrilaia Al-Shehbaz et al.
- Sisymbriopsis Botsch. & Tzvelev
- Solms-Laubachia Muschl.
- Spryginia Popov
- Streptoloma Bunge
- Strigosella Boiss.
- Tetracme Bunge
- Tetracmidion Korsh. = Tetracme Bunge
- Torularia (Coss.) O. E. Schulz = Neotorularia Hedge & J. Léonard
- Trichochiton Kom. = Cryptospora Kar. & Kir.
- Wakilia Gilli = Phaeonychium O. E. Schulz